# Arja Raatikainen
Arja Anita Raatikainen, född 3 november 1958 i Helsingfors, är en finländsk dansare och koreograf. 
Raatikainen blev magister i danskonst 1994 efter studier vid Teaterhögskolans institution för danskonst 1983–1987 och var professor där 1995–1998. Hon har uppträtt som dansare i verk av bland andra Jorma Uotinen, Anzu Furukawa och Kenneth Kvarnström samt sedan 1993 varit verksam som koreograf, bland annat med solot 3 vaille 12 (1995), gruppverket Kommentteja (1998) och duetten Opal-D (2000). Hon har sedan slutet av 1990-talet turnerat internationellt med flera av sina verk. Hon grundade 1996 produktionsgruppen Nomadi tillsammans med Alpo Aaltokoski, Jyrki Karttunen och Katri Soini. Raatikainen var konstnärsprofessor för dans 1998–2003 och tilldelades Pro Finlandia-medaljen 2009.